# Тота (Колумбия)
Тота (исп. Tota) — небольшой город и муниципалитет в центральной части Колумбии, на территории департамента Бояка. Входит в состав провинции Сугамукси.

## История
Поселение, из которого позднее вырос город, было основано в 1535 году. Муниципалитет Тота был выделен в отдельную административную единицу в 1858 году.

## Географическое положение

Муниципалитет Тота

Город расположен на востоке центральной части департамента, в высокогорной местности Восточной Кордильеры, к западу от озера Тота, на расстоянии приблизительно 38 километров к северо-востоку от города Тунха, административного центра департамента. Абсолютная высота — 2860 метров над уровнем моря.
Муниципалитет Тота граничит на севере с территорией муниципалитета Куитива, на востоке— с муниципалитетом Акитания, на юго-востоке — с муниципалитетом Монгуа, на юге и западе — с муниципалитетом Песка. Площадь муниципалитета составляет 314 км².

## Население
По данным Национального административного департамента статистики Колумбии, совокупная численность населения города и муниципалитета в 2015 году составляла 5386 человек.
Динамика численности населения муниципалитета по годам:
| 2005 | 2006 | 2007 | 2008 | 2009 | 2010 | 2011 | 2012 | 2013 | 2014 | 2015 |
| ---- | ---- | ---- | ---- | ---- | ---- | ---- | ---- | ---- | ---- | ---- |
| 5676 | 5654 | 5631 | 5606 | 5579 | 5551 | 5521 | 5490 | 5457 | 5422 | 5386 |

Согласно данным переписи 2005 года мужчины составляли 50,2 % от населения Тоты, женщины — соответственно 49,8 %. В расовом отношении белые и метисы составляли 99,9 % от населения города; негры, мулаты и райсальцы — 0,1 %.
Уровень грамотности среди всего населения составлял 86,1 %.

## Экономика
44 % от общего числа городских и муниципальных предприятий составляют предприятия торговой сферы, 35,2 % — предприятия сферы обслуживания, 18,4 % — промышленные предприятия, 2,4 % — предприятия иных отраслей экономики.